# Georg von Below

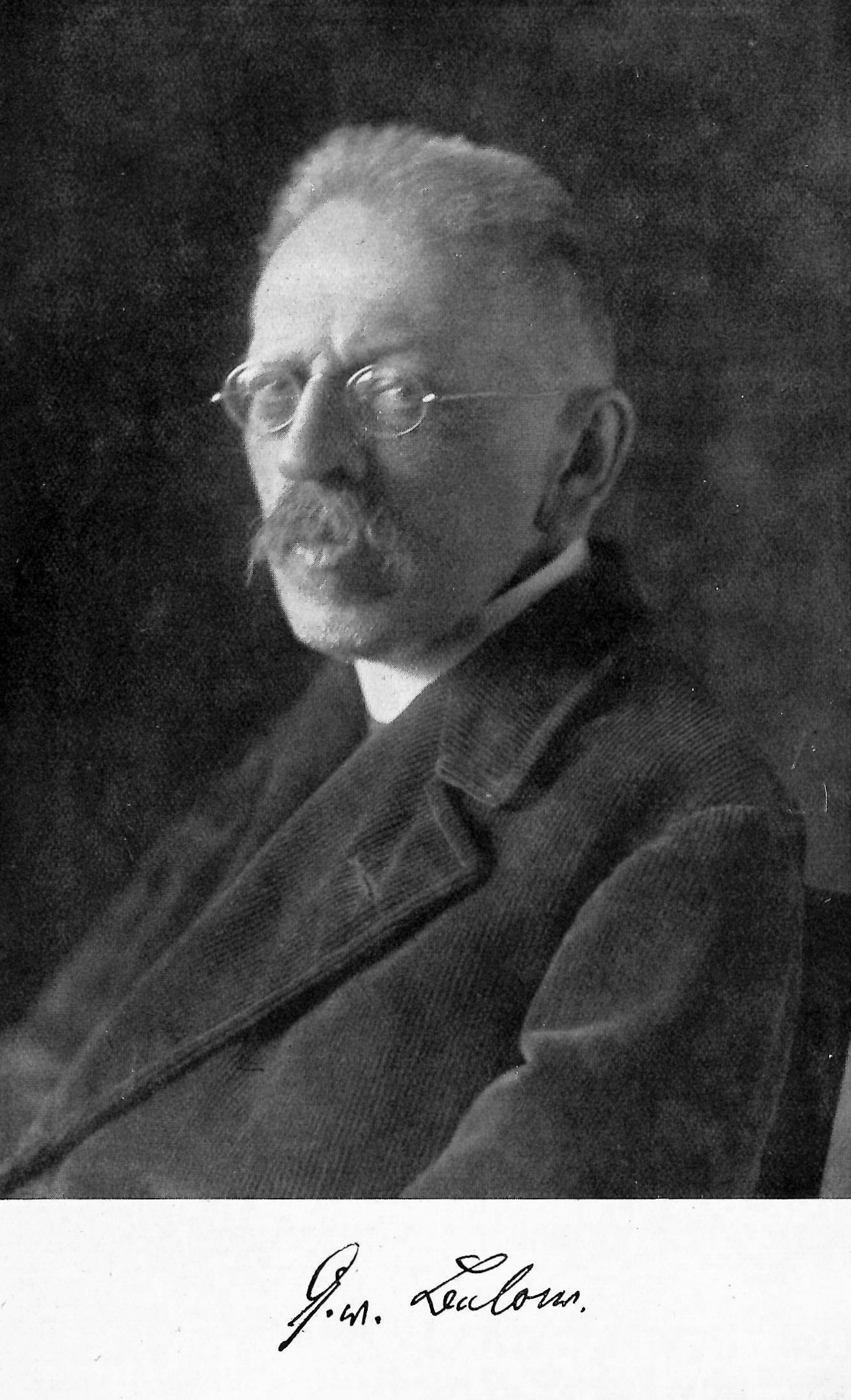
Georg von Below

Georg Anton Hugo von Below (* 19. Januar 1858 in Königsberg; † 20. Oktober 1927 in Badenweiler) war ein deutscher Verfassungs- und Wirtschaftshistoriker und einflussreiches Mitglied des Alldeutschen Verbandes. 

## Leben
Er entstammte der alten Offiziers- und Beamtenfamilie von Below. Sein Großvater war der preußische Generalleutnant Gustav von Below. Seine Eltern waren Friedrich Karl Bogislav von Below (1825–1875) und dessen Ehefrau Maria Karoline Elisabeth, geborene von der Goltz (1835–1905). Der Vater war Flügeladjutant König Friedrich Wilhelms IV. und von 1849 bis 1852 Mitglied des Preußischen Herrenhauses.
An der Universität Bonn studierte Below u. a. bei dem Mediävisten Moriz Ritter und dem ihm bereits von Königsberg her bekannten Wilhelm Maurenbrecher. Er wurde 1883 in Bonn bei Ritter promoviert. An der Universität Marburg erfolgte 1886 seine Habilitation. 1886 erlangte er eine außerordentliche Professur in Königsberg und wurde 1891 ordentlicher Professor für Mittlere und Neuere Geschichte in Münster. Es folgten Berufungen nach Marburg (1897), Tübingen (1901) und schließlich 1905 nach Freiburg im Breisgau, wo er bis zu seiner Emeritierung im Jahr 1924 lehrte.
1897 wurde Below zum ordentlichen Mitglied der Historischen Kommission für Westfalen gewählt, 1899 legte er die Mitgliedschaft nieder. 1903 wurde er Ehrenmitglied des Tübinger Wingolf und war 1911 maßgeblich an der Gründung des Freiburger Wingolf beteiligt, dessen Mitglied er ebenfalls wurde. 1921 bekam er die Ehrenmitgliedschaft der Wissenschaftlichen Verbindung Rheinfranken, der späteren Marburger Burschenschaft Rheinfranken verliehen. Von 1904 bis 1906 war er Vorsitzender des deutschen Historikerverbandes. Er war Mitglied der Bayerischen Akademie der Wissenschaften, der Heidelberger (1909), der Wiener Akademie der Wissenschaften (1916) und der Preußischen Akademie der Wissenschaften (1922).
Below war seit 1903 Herausgeber der Vierteljahrschrift für Sozial- und Wirtschaftsgeschichte und seit 1910 jahrelang Mitherausgeber der Historischen Zeitschrift. In der Historischen Kommission bei der Bayerischen Akademie der Wissenschaften, der er seit 1903 angehörte, leitete er ab 1904 die Abteilung „Die Chroniken der deutschen Städte“ als Nachfolger des Historikers und Experten auf dem Gebiet der Stadtgeschichtsforschung Karl Hegel, ab 1914 die „Deutschen Handelsakten“ und von 1920 bis 1927 die Jahrbücher der Deutschen Geschichte.
1899 heiratete Below die Fabrikantentochter Minna Wiebel. Aus der Ehe gingen die Kinder Herta (1891–1963), Gerd (1893–1945), Ernst (1896–1915) und Werner (1899–1918) hervor.

## Bedeutung
Below gilt heute als ein Hauptvertreter einer methodisch wie politisch konservativen deutschen Geschichtswissenschaft, der es am Ende des 19. Jahrhunderts und am Beginn des 20. Jahrhunderts gelang, methodische Innovationen abzublocken. Er trat als einer der Hauptgegner von Karl Lamprecht im Methodenstreit der Geschichtswissenschaft hervor. Seine Überzeugung, dass der starke Nationalstaat das wünschenswerte Ziel der Geschichte sei, weil allein er die „Wohlfahrt seiner Untertanen“ sichern könne, führte Below zu einer dezidiert wertenden Geschichtsschreibung. Der erste Teil seines als Standardwerk geplanten Buchs Der deutsche Staat des Mittelalters war daher eine Generalabrechnung mit abweichenden Ansichten (u. a. der Genossenschaftslehre Otto von Gierkes); ein zweiter Teil ist jedoch nie erschienen.
Auf der Basis seiner Geschichtsauffassung verteidigte Below als letzter ernstzunehmender Historiker 1927 noch einmal die These Heinrich von Sybels in der grundlegenden Kontroverse zwischen Sybel und Julius Ficker, wonach die Italien- und Kaiserpolitik des Mittelalters verhängnisvoll gewesen sei, da sie die Herausbildung eines deutschen Nationalstaates verhindert habe.
Below diskutierte mit Max Weber, dem Mitbegründer der deutschen Soziologie, den er sehr schätzte, intensiv Methodenfragen, wobei er die Soziologie als Sonderdisziplin ablehnte. Seine Soziologie-Kritik ging so weit, dass er die Installation erster soziologischer Lehrstühle nach 1918 als Maßnahme zur Herbeiführung des Sozialismus diffamierte. Dies löste scharfe Kontroversen mit Ferdinand Tönnies und Leopold von Wiese aus.
Laut Hermann Aubin entstammte der „romantische Idealismus“ in Belows Geschichtsauffassung „in erster Linie seiner überkommenen Religiosität lutherischer Prägung, in zweiter Linie seinem Nationalbewußtsein, das trotz seiner spezifisch preußischen Abkunft ganz allgemein deutsch war.“
Below war seit 1907 auch politisch tätig als Leiter einer freikonservativen Gruppe. Ferner war er einer der Begründer (mit Houston Stewart Chamberlain, Dietrich Schäfer, Heinrich Claß u. a.) der völkischen und antisemitischen Zeitschrift des Alldeutschen Verbandes Deutschlands Erneuerung (1917) und blieb deren Mitherausgeber bis mindestens 1924 einschließlich. Mit Othmar Spann gab er die Schriftenreihe Herdflamme heraus.

## Schriften (Auswahl)
- Der Ursprung der deutschen Stadtverfassung. Voß, Düsseldorf 1892 (Digitalisat).
- Die landständische Verfassung in Jülich und Berg bis zum Jahre 1511. Eine verfassungsgeschichtliche Studie. 3 (in 4) Teile. 1885–1891;
  - Teil 1: Die ständischen Grundlagen. Die Vorläufer der landständischen Verfassung. In: Zeitschrift des Bergischen Geschichtsvereins. Band 21 = NF Band 11, 1885, S. 173–256 (Digitalisat; selbständig: Voß, Düsseldorf 1885, Digitalisat);
  - Teil 2: Die Zeit des bergischen Rechtsbuchs. In: Zeitschrift des Bergischen Geschichtsvereins. Band 22 = NF Band 12, 1886, S. 1–79 (Digitalisat; selbständig: Voß, Düsseldorf 1886, Digitalisat);
  - Teil 3: Geschichte der direkten Staatssteuern bis zum geldrischen Erbfolgekrieg. 1. In: Zeitschrift des Bergischen Geschichtsvereins. Band 23 = NF Band 13, 1887, S. 195–202 (Digitalisat; selbständig: Voß, Düsseldorf 1890);
  - Teil 3: Geschichte der direkten Staatssteuern bis zum geldrischen Erbfolgekrieg. 2. In: Zeitschrift des Bergischen Geschichtsvereins. Band 24 = NF Band 14, 1887, S. 39–55 (Digitalisat; selbständig: Voß, Düsseldorf 1891).
- Das Duell und der germanische Ehrbegriff. Brunnemann, Kassel 1896 (Digitalisat).
- Das ältere deutsche Städtewesen und Bürgertum (= Monographien zur Weltgeschichte. Band 6, ZDB-ID 500713-6). Velhagen & Klasing, Bielefeld u. a. 1898 (Digitalisat).
- Territorium und Stadt. Aufsätze zur deutschen Verfassungs-, Verwaltungs- und Wirtschaftsgeschichte (= Historische Bibliothek. Band 11, ZDB-ID 986105-1). Oldenbourg, München u. a. 1900 (Digitalisat; 2., wesentlich veränderte Auflage. ebenda 1923).
- Das parlamentarische Wahlrecht in Deutschland (= Kultur und Leben. Band 21, ZDB-ID 256330-7). Curtius, Berlin 1909.
- Der deutsche Staat des Mittelalters. Band 1[6]: Die allgemeinen Fragen. Quelle & Meyer, Leipzig 1914.
- Die deutsche Geschichtsschreibung von den Befreiungskriegen bis zu unseren Tagen. Geschichte und Kulturgeschichte. Quelle & Meyer, Leipzig 1916.
- Probleme der Wirtschaftsgeschichte. Eine Einführung in das Studium der Wirtschaftsgeschichte. Mohr, Tübingen 1920 (Digitalisat).
- als Herausgeber mit Hans von Arnim: Deutscher Aufstieg. Bilder aus der Vergangenheit und Gegenwart der rechtsstehenden Parteien. Franz Schneider, Berlin 1925 (3.–5. Tausend als: Deutschnationale Köpfe. Charakterbilder aus der Vergangenheit und Gegenwart der rechtsstehenden Parteien. Franz Schneider, Leipzig 1928).
- Zum Streit um das Wesen der Soziologie. In: Jahrbücher für Nationalökonomie und Statistik. Band 69 = 124, Nr. 3/4, 1926, ISSN 0021-4027, S. 218–242, JSTOR:23823283.
- Die italienische Kaiserpolitik des deutschen Mittelalters. Mit besonderem Hinblick auf die Politik Friedrich Barbarossas. Ein Beitrag zur Frage der historischen Urteilsbildung (= Historische Zeitschrift. Beiheft. Band 10). Oldenbourg, München u. a. 1927.